# San Gabrielito, Tetipac
San Gabrielito är en ort i Mexiko.   Den ligger i kommunen Tetipac och delstaten Guerrero, i den sydöstra delen av landet, 100 km sydväst om huvudstaden Mexico City. San Gabrielito ligger 1 692 meter över havet och antalet invånare är 295.
Terrängen runt San Gabrielito är lite bergig. Runt San Gabrielito är det ganska tätbefolkat, med 75 invånare per kvadratkilometer. Närmaste större samhälle är Taxco de Alarcón, 17,5 km sydost om San Gabrielito. I omgivningarna runt San Gabrielito växer huvudsakligen savannskog.